# Большой Крестовский мост
Большо́й Кресто́вский мост — автодорожный металлический разводной мост через Малую Невку в Санкт-Петербурге, соединяет Петроградский и Крестовский острова. Первый капитальный мост, построенный через рукава Невы. Характерной особенностью моста является устройство сдвоенных опор разводного пролёта (вместо единых значительно бо́льшей толщины). 

## Расположение
Мост соединяет Большую Зеленину и Петроградскую улицы. На Петроградской стороне к мосту также подходят Песочная набережная, набережная Адмирала Лазарева и Левашовский проспект.
Выше по течению находится Каменноостровский мост, ниже — Лазаревский мост.
Ближайшая станция метрополитена (900 м) — «Чкаловская».

## Название
Первоначально мост именовался Крестовским или Петербургско-Крестовским (по названию островов, которые он соединяет). Существовало также название Колтовский, по названию прилегающей местности — Колтовские. Современное название мост получил в 1876 году, для отличия от Мало-Крестовского моста через Крестовку. 

## История
Впервые мостовой переход взамен лодочного перевоза появился здесь в 1850 году. Это был первый случай строительства нового постоянного моста через Неву и ее рукава на новом месте, а не взамен существовавшего ранее наплавного. Это был 13-пролётный деревянный мост балочно-подкосной системы, отверстием от 8,5 м до 12,8 м. Общая длина составляла 154,7 м, ширина — 8,53 м. Одним из серьёзных недостатков моста была качка. Для её устранения в 1859 году промежуточные опоры были перестроены по проекту инженера А. И. Штукенберга. 
В 1877 году мост был усилен и расширен для прокладки одиночного пути конки. В 1882—1883 годах мост был капитально перестроен и расширен. К началу XX века мост пришел в ветхое состояние и в 1904 году был закрыт для движения. В 1905 году произведён капитальный ремонт по проекту инженера П. А. Лихачева. К 1928 году здесь существовал деревянный 11-пролётный балочно-подкосный мост на деревянных опорах с разводным пролётом посередине, который состоял из четырёх деревянных подъемных рам. Разводка моста производилась вручную. Длина моста была 126,4 м, ширина — 17,9 м.
Во время блокады разводной пролёт моста был сильно поврежден и уже не разводился. К 1948 году техническое состояние всего моста требовало капитального ремонта. Необходимость сооружения нового моста объяснялась не только неудовлетворительным техническим состоянием, но и его положением на важной транспортной магистрали, ведущей к паркам, стадионам, водным базам, домам отдыха и санаториям.
В 1949—1951 годах по проекту инженера «Ленгипроинжпроекта» П. В. Андреевского и архитектора Л. А. Носкова был построен пятипролётный металлический разводной мост. Строительство моста осуществляло СУ-1 треста «Ленмостстрой» под руководством инженеров П. В. Андреевского, О. С. Чарноцкого, В. Е. Ефимова. Большой Крестовский мост стал первым крупным мостом, построенным в Ленинграде после окончания войны и первым капитальным мостом через рукава Невы. Некоторые технические решения, применённые при строительстве моста, использовались в отечественном мостостроении впервые: применение пустотелых речных опор коробчатого типа, фундаменты опор приняты свайными на высоком ростверке (такой тип фундаментов в практике строительства разводных мостов был применён впервые).
В 1994 году дощатый настил разводного пролёта был заменён на металлическую плиту с полиуретановым покрытием на проезжей части и тротуарах моста. В 2005—2006 годах производился ремонт металлоконструкций разводного пролётного строения моста. В 2007 году заменена гидроизоляции и асфальтобетонное покрытие на постоянных пролётах и полимерное покрытие на проезжей части разводного пролёта, демонтированы трамвайные пути.

## Конструкция

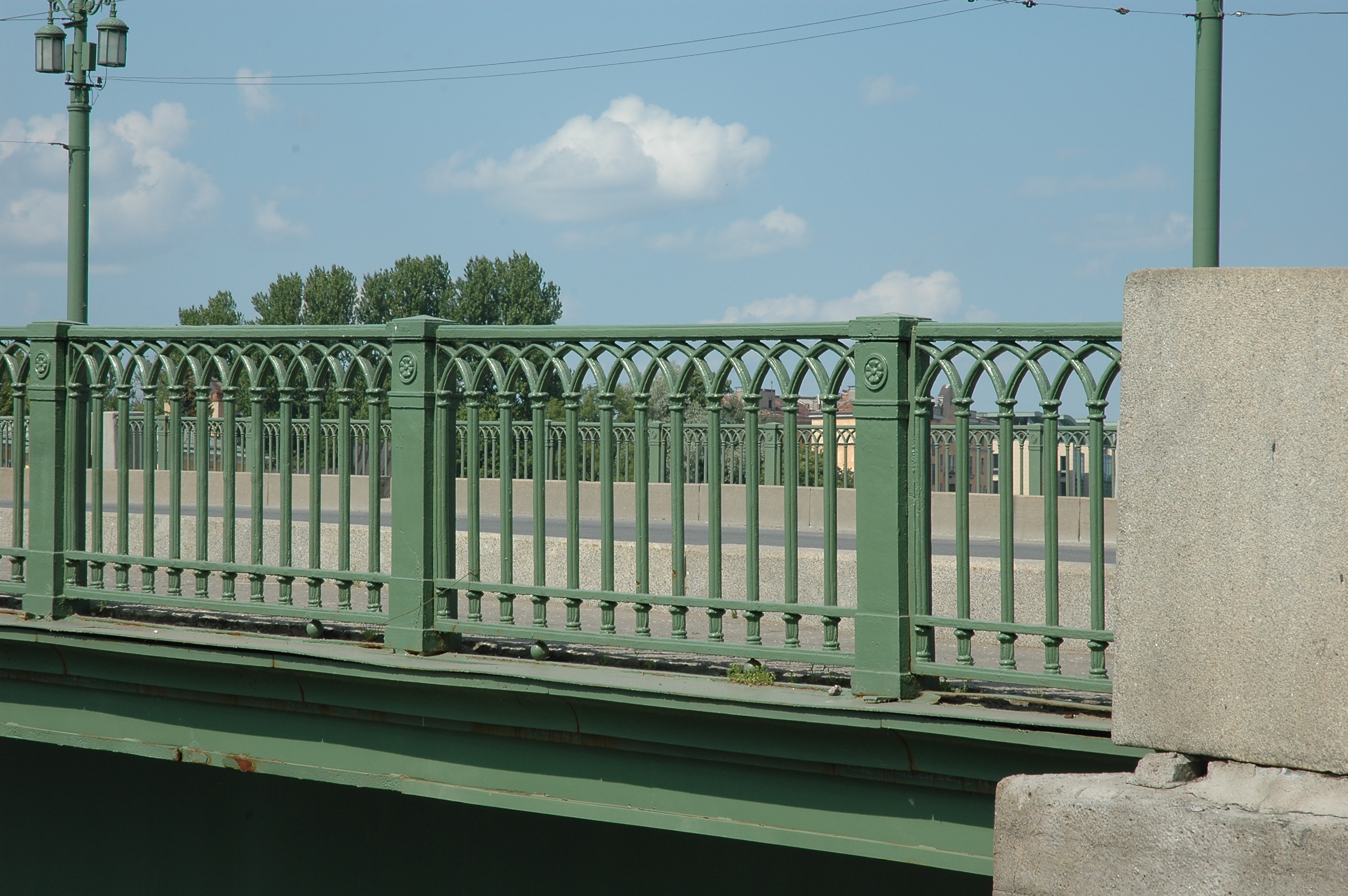
Перильное ограждение моста

Мост имеет пять пролётов, средний из которых — разводной. Длина моста составляет 135 (149,4) м, ширина — 25,5 м (из них ширина проезжей части 21,0 м и два тротуара по 2,25 м).
Стационарные пролётные строения моста представляют собой неразрезные двухпролётные цельносварные балки с параллельными поясами и сплошными стенками. В поперечном сечении каждый пролёт состоит из 7 главных балок, связанных между собой поперечными балками. 
Разводное пролётное строение двукрылое раскрывающейся консольной системы с жёстко прикрепленным противовесом и неподвижной осью вращения. В закрытом состоянии представляет собой консольную балку с продольно-подвижным шарниром в середине. В поперечном сечении каждый пролёт состоит из семи главных балок, причём четыре балки имеют оси вращения, а три балки осей вращения не имеют. Отверстие разводного пролёта в свету 22,9 м. Раскрытие крыльев (максимальный угол — 78°) производится электрическими лебедками, но имеется и ручной привод для непредвиденных случаев. Вес противовесов составляет 325 т.
Устои моста железобетонные, массивные, снабжены обратными стенками. Тело устоев опирается на фундамент, имеющий низкий свайный ростверк. Сваи в фундаментах устоев деревянные длиной 10 м. Речные опоры монолитные железобетонные пустотелые, коробчатого типа. Опоры разводного пролёта состоят из парных опор, соединённых декоративными железобетонными арками вместо одинарных толстых опор, обычно сооружаемых в мостах с разводными пролетами. Фундаменты опор свайные на высоком ростверке. Сваи в фундаментах из металлических труб, заполнены бетоном. Поверхности опор бетонные, обработаны рустовочным швом. Это первый в городе мост, опоры которого построены на высоком свайном ростверке.
Мост предназначен для движения автотранспорта и пешеходов. Проезжая часть моста включает в себя 6 полос для движения автотранспорта. Покрытие проезжей части и тротуаров — на постоянных пролетах асфальтобетонное по железобетонной плите, на разводном пролете полиуретановое покрытие по ортотропной плите. Тротуар отделён от проезжей части на постоянных пролётных строениях высоким гранитным парепетом, а на разводном — металлическим. На мосту установлено чугунное перильное ограждение, состоящее из решёток и тумб. Ограждения стилизованы под формы XVIII века и похожи на перила Зимней канавки. На устоях моста и опорах установлен гранитный парапет (установлен в 1956—1957 годах взамен бетонных парапетов). Фонарные столбы чугунные, трубчатого сечения, к ним на фигурных кронштейнах подвешены по два восьмигранных фонаря. Разводной павильон моста расположен на правом берегу с верховой стороны.